# Karl Del’Haye
Karl Del’Haye (* 18. August 1955 in Aachen), meist „Calle“ oder „Kalle“ genannt, ist ein ehemaliger deutscher Fußballspieler.

## Karriere

### Vereine
Karl Del’Haye durchlief vom siebten bis achtzehnten Lebensjahr alle Jugendabteilungen von Alemannia Aachen und erhielt 1973 einen Lizenzspielervertrag für die Regionalliga West. Er gehörte der Auswahlmannschaft des Landesverbandes Mittelrhein an, die 1974 mit 1:0 gegen die Auswahlmannschaft des Landesverbandes Westfalen den Länderpokal der Amateure gewann. Nach dieser Saison verpflichtete ihn der Bundesligist Borussia Mönchengladbach, für den er in seiner ersten Bundesliga-Saison auf vier Einsätze kam. Sein Debüt gab er am 10. September 1974 (3. Spieltag). Beim 3:1-Heimsieg über Tennis Borussia Berlin wurde er in der 61. Minute für Jupp Heynckes eingewechselt. Sein erstes Bundesligator erzielte er am 11. September 1976 (5. Spieltag) zum 3:1-Endstand im Heimspiel gegen Werder Bremen. Des Weiteren kam er zu sechs Spielen im DFB-Pokal-Wettbewerb, 29 in den europäischen Pokal-Wettbewerben und einem im Weltpokal. Del' Haye gewann mit der Borussia dreimal die deutsche Meisterschaft sowie zweimal den UEFA-Cup.
Vor der Saison 1980/81 wechselte Del'Haye für die damalige Rekordablösesumme von 1,3 Millionen D-Mark zum FC Bayern München. Dort saß er unter Trainer Pál Csernai häufig auf der Ersatzbank, sodass er zum Paradebeispiel für den Vorwurf wurde, der FC Bayern München werbe Spieler von Konkurrenten ab, um diese zu schwächen, ohne jedoch die Spieler zu benötigen. Tatsächlich wurde Del'Haye aber nach zwei Spielzeiten mit relativ wenig Einsätzen in seiner dritten Saison in München (1982/83, der letzten Saison von Pal Csernai als Bayern-Trainer) in fast allen Ligaspielen (31 von 34) eingesetzt. In der ersten Saison nach der Rückkehr seines ehemaligen Gladbacher Trainers Udo Lattek nach München (1983/84) kam er immerhin noch in der Mehrzahl der Ligaspiele (22 von 34) zum Einsatz, in der Folgesaison (1984/85) jedoch gar nicht mehr.
Sein Wechsel zu Fortuna Düsseldorf vor der Spielzeit 1985/86 bescherte ihm kein Glück: In zwei Bundesligajahren blieb er bei insgesamt 23 Einsätzen ohne Treffer. Sein letztes Bundesligaspiel bestritt er am 17. Juni 1987 (34. Spieltag) beim 2:2 in Bochum, als er in der 81. Minute für Rudolf Wojtowicz eingewechselt wurde. In der Saison 1987/88 ließ er seine aktive Fußballer-Karriere beim Lobbericher SC 02 ausklingen.

### Auswahleinsätze
Del’Haye spielte elfmal in der DFB-Jugendauswahl, erstmals am 14. September 1973 in Herford beim 1:0-Sieg gegen Finnland und letztmals am 3. April 1974 in Pitesti bei der 0:2-Niederlage gegen Rumänien. Vom 14. bis 19. November 1973 nahm er mit der Jugendauswahlmannschaft am Turnier um den Prinz-Albert-Pokal in Monte Carlo teil, die ihn im Endspiel gegen die Auswahl Belgiens mit 4:1 im Elfmeterschießen gewann. Im Spiel zuvor, beim 5:1-Sieg über die Auswahl Irlands am 17. November 1973, hatte er seine ersten beiden Tore im Nationaltrikot erzielt.
Am 14. November 1978 wurde Del'Haye erstmals in die B-Nationalmannschaft berufen; in Karlsruhe wurde Ungarn mit 3:0 besiegt. Sein erstes Tor für die B-Auswahl erzielte er am 14. Mai 1980 in Kassel, als Polen mit 2:1 bezwungen wurde. Das letzte seiner sechs B-Länderspiele bestritt er am 21. Mai 1981 in Bremen, als die irische A-Nationalmannschaft mit 3:0 besiegt wurde und er ein Tor beisteuerte.
Am 2. April 1980 gab Del’Haye sein Debüt in der A-Nationalmannschaft. Beim 1:0-Sieg gegen Österreich wurde er in der 71. Minute für Klaus Allofs eingewechselt. Sein zweites und letztes Spiel fand während der Europameisterschaft 1980 in Italien statt, als er im letzten Vorrundenspiel gegen Griechenland (0:0) in der 66. Minute für Karl-Heinz Rummenigge eingewechselt wurde und am Ende des Turniers den Titel des Europameisters gewann. Zusammen mit den anderen Teammitgliedern wurde ihm 1980 von Bundespräsident Carstens das Silberne Lorbeerblatt verliehen.
1983 wurde Del’Haye dreimal in der deutsche Olympiaelf aufgeboten. In den Spielen gegen Polen, Portugal und die Tschechoslowakei gelang ihm kein Treffer.

### Erfolge
- Europameister 1980
- UEFA-Pokal-Sieger 1975, 1979 (mit Borussia Mönchengladbach)
- Deutscher Meister 1975, 1976, 1977 (mit Borussia Mönchengladbach), 1981, 1985 (mit dem FC Bayern München)
- DFB-Pokal-Sieger 1982, 1984 (mit dem FC Bayern München)
- DFB-Supercup-Sieger 1982 (inoffiziell; mit dem FC Bayern München)
- Länderpokal-Sieger 1974 (mit dem Landesverband Mittelrhein)

## Nach der Spielerkarriere
Nach Ende seiner Spielerlaufbahn war Del’Haye für 15 Jahre Mitbetreiber einer Sportreisefirma, die an der Costa Brava eine Fußballschule für Kinder organisierte. Daneben erwarb er eine Trainerlizenz für den Profifußball, ohne später als Trainer tätig zu werden. Sein Verhältnis zum Profifußball ist distanziert: „Meine Tochter ist Gladbach-Fan, meine Frau Bayern-Fan, mein Sohn Aachen-Fan, und ich bin genau dazwischen. Aber Fan? Wer so was 15, 20 Jahre beruflich gemacht hat, ist kein Fan mehr.“

## Trivia
Einen besonderen Anhänger hat Del’Haye offenbar in Marcus Wiebusch, dem jetzigen Sänger der Band Kettcar. Dieser hatte dem Fußballer bereits 1994 auf seinem Soloalbum „Hippiekacke“ einen Song mit dem Titel „Erinnert sich jemand an Kalle Del’Haye“ gewidmet. Dieser Song wurde zu …But Alive-Zeiten im Lied „Entlassen (Vor der Winterpause)“ neu veröffentlicht. Vor dem Song erklärt Wiebusch auf der CD, dass er ein großer Anhänger von Borussia Mönchengladbach gewesen sei und in Kalle Del’Haye den Helden seiner Jugend hatte. Neun Jahre später tauchte dieser dann erneut in einem Wiebusch-Lied auf, diesmal mit Kettcar. In „Hauptsache Glauben“ sang er über „Kalle Del’Haye als besten Linksaußen“ (tatsächlich spielte Del'Haye aber als Rechts-, nicht als Linksaußen).